# انتخابات مجلس شورای ملی (۱۳۱۸)
انتخابات مجلس دوازدهم ایران در طول ماه‌های تیر و مرداد سال ۱۳۱۸ برگزار شد. این انتخابات، آخرین انتخابات برگزار شده در طول سلطنت رضا شاه بوده است و انتخاباتی آزاد شمرده نشد.